# Harry a syn
Harry a syn (v anglickém originále Harry & Son) je americký dramatický film z roku 1984. Režisérem filmu je Paul Newman. Hlavní role ve filmu ztvárnili Paul Newman, Robby Benson, Ellen Barkin, Joanne Woodwardová a Wilford Brimley.

## Děj
Vdovec Harry Keach je stavební dělník na jižní Floridě, který byl vychován tak, aby si uvědomil, jak je důležité se živit prací. S nelibostí sleduje nevázaný a někdy až hédonistický životní styl svého citlivého syna Howarda, který se ve svých dvaceti letech věnuje bezvýchodné práci na částečný úvazek, surfování, běhání za holkami a koupání ve vířivce, zatímco sní o tom, že se stane dalším Ernestem Hemingwayem. Harry má také napjatý vztah se svou dcerou Ninou, protože nemá rád jejího manžela, pojišťovacího agenta, a myslí si, že Nina se stala nafoukanou, když si vzala zámožnějšího muže.
Když silné bolesti hlavy a zhoršené vidění způsobí, že Harry ztratí kontrolu nad demoliční koulí na svém jeřábu, přijde o práci. Nezaměstnanost v něm zanechává pocit frustrace, přestože odmítá pracovat v obchodě s vojenskými potřebami svého bratra Toma. Stále více se zlobí na Howarda, že odešel z práce v myčce aut a u firmy zabývající se zabavováním aut, a vyhrožuje mu, že vyhodí syna z domu.
Harry tráví část svého volného času návštěvami ovdovělé sousedky Lilly, majitelky obchodu se zvířaty, která byla dobrou přítelkyní jeho zesnulé ženy a Harryho již léta miluje. Její dcera Katie, Howardova bývalá přítelkyně ze střední školy, s níž se rozešel kvůli pomluvám o její promiskuitě, nyní čeká dítě s jiným mužem. Poté, co ji její milenec opustil, se Katie s Howardem znovu rozkmotří. Ten se brání námluvám starší nymfomanky Sally, ale nakonec ji seznámí s Harrym.
Howardovi se k údivu otce podaří prodat povídku. Část peněz použije na zaplacení dovolené pro Harryho, Lilly, Katie a její novorozené dítě (také se jmenuje Harry). Harry začíná konečně prožívat štěstí, dokud nedojde k tragédii.

## Obsazení
| Paul Newman        | Harry Keach    |
| Robby Benson       | Howard Keach   |
| Ellen Barkin       | Katie Wilowski |
| Joanne Woodwardová | Lilly Wilowski |
| Wilford Brimley    | Tom Keach      |
| Judith Ivey        | Sally          |
| Ossie Davis        | Raymond        |
| Morgan Freeman     | Siemanowski    |